# 시스템 과학

시스템과학이 생각하는 사회구조

시스템과학( - 科學, 영어: systems science)은 복잡 간단한 시스템의 자연, 사회, 과학 자체의 본질을 연구하는 학문 분야이다. 분야는 엔지니어링, 생물학, 의학, 사회 과학 등의 분야의 다양하게 적용할 수 있는 학제 기초를 개발하는 것을 목표로하고있다.
시스템 과학은 이러한 제어 이론, 경영 과학, 사회 시스템 이론, 시스템 생물학, 자연 과학, 사회 과학 및 공학 분야의 복잡한 시스템, 인공 두뇌 학, 동적 시스템 이론, 시스템 이론, 응용 프로그램과 같은 형식적인 과학을 다루고 역학, 인적 요소, 시스템 생태학, 시스템 엔지니어링 및 시스템 심리학 등이 있다.

## 같이 보기
- 전체론
- 사이버네틱스
- 체계 이론
- 테크톨로지
- 세계체제론